# Saison 2006 de l'équipe cycliste Milram
L'équipe cycliste Milram participait en 2006, pour sa première année, au ProTour. Dirigée par Gianluigi Stanga, elle succédait à l'équipe Domina Vacanze-De Nardi, avec pour nouveau sponsor le fabricant allemand de produits laitiers Milram.

## Effectif
| Cycliste              | Date de naissance | Nationalité | Équipe 2005             |
| --------------------- | ----------------- | ----------- | ----------------------- |
| Daniel Becke          | 12-03-1978        | Allemagne   | Illes Balears           |
| Simone Cadamuro       | 28-06-1976        | Italie      | Domina Vacanze-De Nardi |
| Mirko Celestino       | 19-03-1974        | Italie      | Domina Vacanze-De Nardi |
| Alessandro Cortinovis | 11-10-1977        | Italie      | Domina Vacanze-De Nardi |
| Maarten den Bakker    | 26-01-1969        | Pays-Bas    | Rabobank                |
| Volodymyr Dyudya      | 06-01-1983        | Ukraine     | stagiaire               |
| Sergio Ghisalberti    | 10-12-1979        | Italie      | Domina Vacanze-De Nardi |
| Michele Gobbi         | 10-08-1977        | Italie      | Domina Vacanze-De Nardi |
| Ralf Grabsch          | 07-04-1973        | Allemagne   | Wiesenhof               |
| Andriy Grivko         | 07-08-1983        | Ukraine     | Domina Vacanze-De Nardi |
| Maxim Iglinskiy       | 18-04-1981        | Kazakhstan  | Domina Vacanze-De Nardi |
| Matej Jurčo           | 08-08-1984        | Slovaquie   | Domina Vacanze-De Nardi |
| Christian Knees       | 05-03-1981        | Allemagne   | Wiesenhof               |
| Mirco Lorenzetto      | 13-07-1981        | Italie      | Domina Vacanze-De Nardi |
| Martin Müller         | 05-04-1974        | Allemagne   | Wiesenhof               |
| Daniel Musiol         | 27-03-1983        | Allemagne   | Wiesenhof               |
| Alberto Ongarato      | 24-07-1975        | Italie      | Fassa Bortolo           |
| Alessandro Petacchi   | 03-01-1974        | Italie      | Fassa Bortolo           |
| Enrico Poitschke      | 25-08-1969        | Allemagne   | Wiesenhof               |
| Elia Rigotto          | 04-03-1982        | Italie      | Domina Vacanze-De Nardi |
| Fabio Sabatini        | 18-02-1985        | Italie      | néo-pro                 |
| Fabio Sacchi          | 22-05-1974        | Italie      | Fassa Bortolo           |
| Björn Schröder        | 27-10-1980        | Allemagne   | Wiesenhof               |
| Carlo Scognamiglio    | 31-05-1983        | Italie      | stagiaire               |
| Sebastian Siedler     | 18-01-1978        | Allemagne   | Wiesenhof               |
| Alessandro Vanotti    | 16-09-1980        | Italie      | Domina Vacanze-De Nardi |
| Marco Velo            | 09-03-1974        | Italie      | Fassa Bortolo           |
| Giovanni Visconti     | 13-01-1983        | Italie      | Domina Vacanze-De Nardi |
| Erik Zabel            | 07-07-1970        | Allemagne   | T-Mobile                |

## Victoires
Victoires sur le ProTour
| Date       | Course                        | Pays    | Classe | Vainqueur           |
| ---------- | ----------------------------- | ------- | ------ | ------------------- |
| 12/03/2006 | 7e étape de Tirreno-Adriatico | Italie  | PT     | Alessandro Petacchi |
| 29/08/2006 | 4e étape du Tour d'Espagne    | Espagne | PT     | Erik Zabel          |
| 17/09/2006 | 21e étape du Tour d'Espagne   | Espagne | PT     | Erik Zabel          |

Victoires sur les Circuits continentaux
| Date       | Course                                        | Pays      | Classe | Vainqueur           |
| ---------- | --------------------------------------------- | --------- | ------ | ------------------- |
| 04/02/2006 | Grand Prix de la côte étrusque                | Italie    |        | Alessandro Petacchi |
| 12/02/2006 | 6e étape du Tour méditerranéen                | France    |        | Elia Rigotto        |
| 14/02/2006 | 3e étape du Tour d'Andalousie                 | Espagne   |        | Alessandro Petacchi |
| 15/02/2006 | 4e étape du Tour d'Andalousie                 | Espagne   |        | Alessandro Petacchi |
| 22/02/2006 | 2e étape du Tour de la Communauté valencienne | Espagne   |        | Alessandro Petacchi |
| 23/02/2006 | 3e étape du Tour de la Communauté valencienne | Espagne   |        | Alessandro Petacchi |
| 06/03/2006 | Tour de la province de Lucques                | Italie    |        | Alessandro Petacchi |
| 17/04/2006 | Tour de Cologne                               | Allemagne |        | Christian Knees     |
| 19/04/2006 | 1re étape du Tour de Basse-Saxe               | Allemagne |        | Alessandro Petacchi |
| 20/04/2006 | 2e étape du Tour de Basse-Saxe                | Allemagne |        | Alessandro Petacchi |
| 21/04/2006 | 3e étape du Tour de Basse-Saxe                | Allemagne |        | Alessandro Petacchi |
| 22/04/2006 | 4e étape du Tour de Basse-Saxe                | Allemagne |        | Alessandro Petacchi |
| 23/04/2006 | 5e étape du Tour de Basse-Saxe                | Allemagne |        | Alessandro Petacchi |
| 23/04/2006 | Classement général du Tour de Basse-Saxe      | Allemagne |        | Alessandro Petacchi |
| 24/05/2006 | 1re étape du Tour de Bavière                  | Allemagne |        | Erik Zabel          |
| 26/05/2006 | 3e étape du Tour de Bavière                   | Allemagne |        | Ralf Grabsch        |
| 28/05/2006 | 5e étape du Tour de Bavière                   | Allemagne |        | Björn Schröder      |

Championnats nationaux
| Date       | Course                                        | Pays       | Classe | Vainqueur       |
| ---------- | --------------------------------------------- | ---------- | ------ | --------------- |
| 14/06/2006 | Championnat du Kazakhstan du contre-la-montre | Kazakhstan | CN     | Maxim Iglinskiy |
| 22/06/2006 | Championnat de Slovaquie du contre-la-montre  | Slovaquie  | CN     | Matej Jurčo     |
| 23/06/2006 | Championnat d'Ukraine du contre-la-montre     | Ukraine    | CN     | Andriy Grivko   |

## Classements UCI ProTour

### Individuel
| Rang | Coureur             | Points |
| ---- | ------------------- | ------ |
| 35   | Alessandro Petacchi | 72     |
| 39   | Erik Zabel          | 67     |
| 117  | Mirko Celestino     | 11     |
| 146  | Simone Cadamuro     | 5      |
| 152  | Sergio Ghisalberti  | 5      |
| 193  | Mirco Lorenzetto    | 2      |

### Équipe
L'équipe Milram a terminé à la 18e place avec 185 points.